# الیجیو آیالا
الیجیو آیالا (انگلیسی: Eligio Ayala؛ زاده ۴ دسامبر ۱۸۷۹ – درگذشته ۲۴ اکتبر ۱۹۳۰) سیاستمدار، و وکیل اهل پاراگوئه بود. وی دو بار از ۱۲ آوریل ۱۹۲۳ تا ۱۷ مارس ۱۹۲۴ و سپس از ۱۵ اوت ۱۹۲۴ تا ۱۵ اوت ۱۹۲۸ رئیس‌جمهور این کشور بود.
الیجیو آیالا در ۲۴ اکتبر ۱۹۳۰، در سن ۵۰ سالگی درگذشت.